# Karel Tieftrunk
Karel Tieftrunk, född den 30 oktober 1829, död den 2 december 1897, var en tjeckisk historieforskare.
Tieftrunk, som var gymnasielärare i Prag och framstående politiker, författade många historiska skrifter: Historie ceská od r. 1602 do r. 1623 (1865–70), Odpor stavuv ceskych proti Ferdinandovi I. 1547, en studie om Tomáš Štítný, Dalimilskrönikan med mera, en tjeckisk litteraturhistoria (1874) och den breda kulturskildringen Déjiny Matice ceské (1881).